# 新特羅伊茨凱 (波迪利斯克區)
47°35′57″N 30°19′14″E / 47.59917°N 30.32056°E
新特羅伊茨凱（烏克蘭語：Новотроїцьке）是位於烏克蘭西南部的村莊，由敖德萨州波迪利斯克区的柳巴希夫卡市鎮負責管轄。該村始建於1880年，面積0.59平方公里，海拔高度136米，2001年人口255，人口密度每平方公里430.74人。